# برومهیل (استرالیای غربی)
برومهیل (به انگلیسی: Broomehill) یک شهرک در استرالیا است که در استرالیای غربی واقع شده‌است.